# 皮捷利諾區

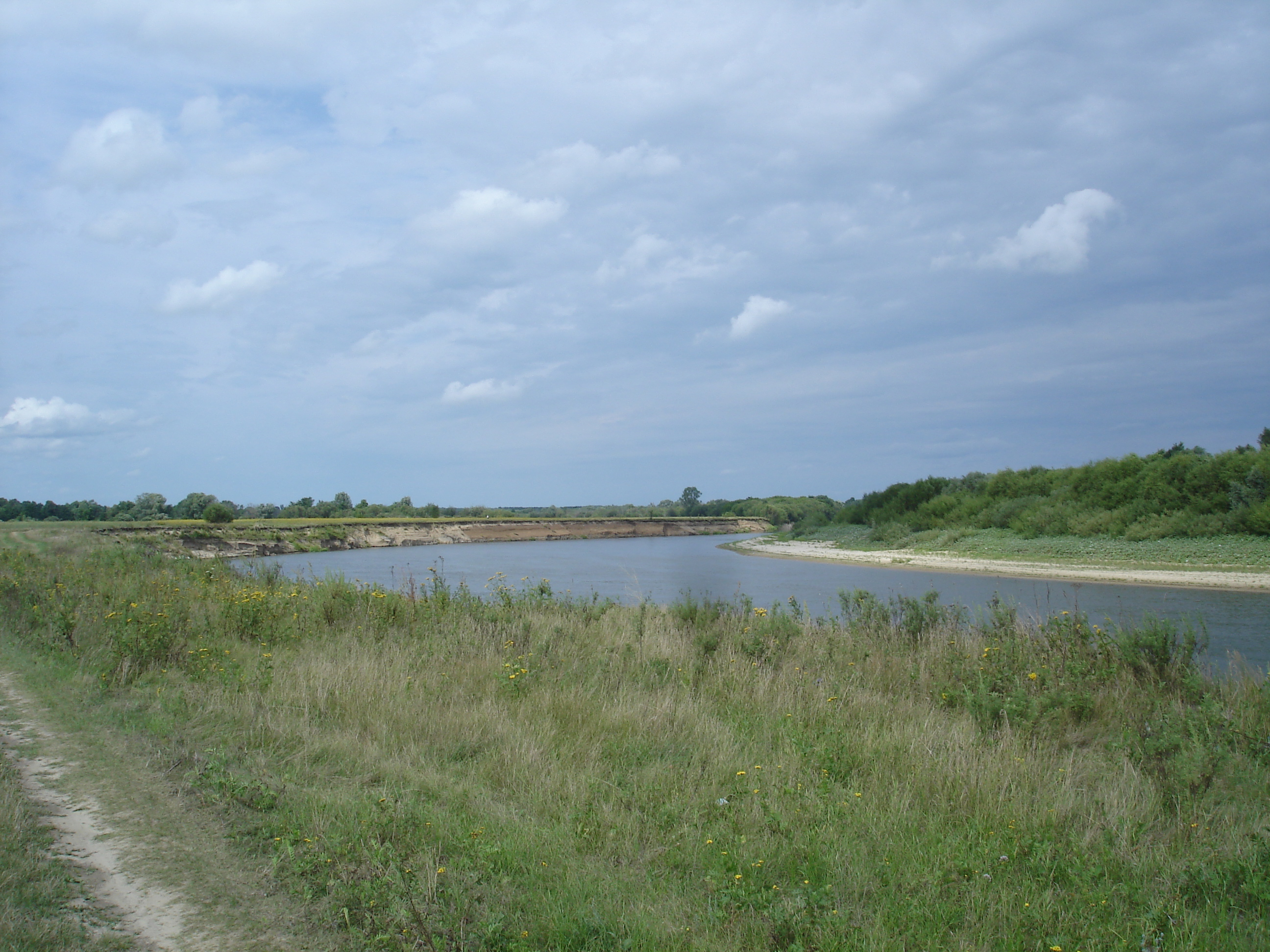

54°34′50″N 41°48′48″E / 54.58056°N 41.81333°E
皮捷利諾區（俄语：Пителинский район），是俄羅斯的一個區，位於該國西部，由梁贊州負責管轄，面積953平方公里，2010年該地區人口5,893，人口密度每平方公里6.18人。